# Armando Muñoz Calero
Armando Muñoz-Calero y López (Águilas, 15 de febrero de 1908-Madrid, 8 de noviembre de 1978) médico cirujano español. Presidente de la Organización Médica Colegial de España (1945-1946), Presidente de la Real Federación Española de Fútbol (1947-1950) y Vicepresidente del Club Atlético de Madrid en la década de los setenta del siglo XX.

## Biografía

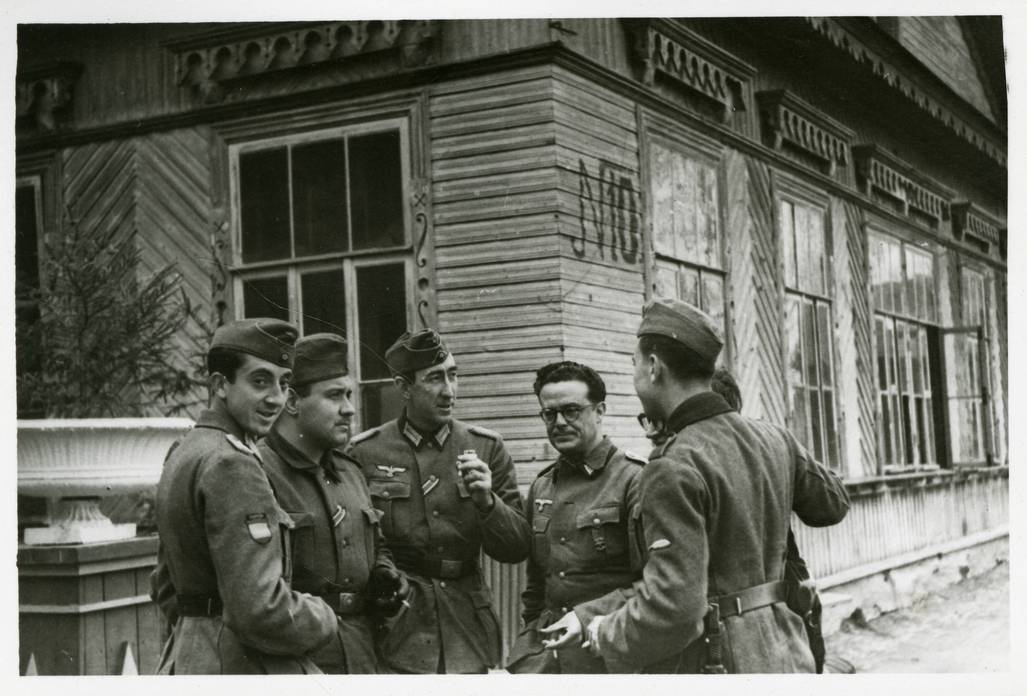
Junto a otros falangistas voluntarios en la División Azul como Agustín Aznar, Manuel de Mora-Figueroa y José Miguel Guitarte.

Nació en la localidad murciana de Águilas el 15 de febrero de 1908. Se casó con María Peregrín Arbide, con la que tuvo 10 hijos. Cursó los estudios de Medicina y obtuvo el premio extraordinario en el doctorado; ejerció de cirujano, y fue profesor universitario. Intervino en la II Guerra Mundial como oficial-médico de la División Azul. Aficionado al fútbol y a la pesca submarina. Participó activamente en la política española durante la dictadura de Francisco Franco.
Fue presidente del Consejo General de Colegios Oficiales de Médicos de España desde 1945 hasta 1946, presidente de la Federación Española de Fútbol entre 1947 y 1950, y presidente de la Junta del Casino de Madrid desde 1977. Falleció en Madrid, el 8 de noviembre de 1978 siendo vicepresidente de Club Atlético de Madrid.

### Médico
Fue jefe del Departamento de Cirugía General de la Ciudad Sanitaria Francisco Franco (actual Hospital Gregorio Marañón de Madrid), y cirujano de la Asociación de la Prensa.
Nombrado Presidente de la Organización Médica Colegial de España desde 1945 hasta 1946, académico de la Real Academia de Medicina y Cirugía de Murcia, Vicepresidente de la Academia Médico-Quirúrgica de Madrid, y delegado de Beneficencia y Sanidad del Ayuntamiento de Madrid, siendo autor del proyecto de reforma de la Beneficencia Provincial y Municipal.
Profesor de Medicina y Cirugía, además de profesor médico de la Beneficencia Provincial de Madrid desde 1930 hasta 1978.
Jefe del Servicio Nacional de Cirugía Cardiovascular del Seguro Obligatorio de Enfermedad (S.O.E.), y Presidente del Hospital de Caridad "San Francisco" de Águilas (Murcia).

### Político
Fue procurador de las Cortes franquistas en los períodos 1946-1952 y 1955-1958 —como jefe nacional de la Obra Sindical «18 de Julio»—, y 1964-1971 —como consejero nacional del Movimiento—.
Ejerció además de presidente de la Diputación Provincial de Madrid (nombrado en 1944), de teniente de alcalde del Ayuntamiento de Madrid y de presidente de la Mutualidad Laboral del S.O.E.

### Fútbol
Inició su carrera futbolística como jugador en los filas del club aguileño: el Universitari F.C., un equipo compuesto por los estudiantes que regresaban a Águilas durante la época estival. El 15 de agosto de 1925 debutó en las filas del Águilas Club de Fútbol. En 1947 fue elegido Presidente de la Real Federación Española de Fútbol, cargo en el que permaneció hasta el Campeonato Mundial de Río de Janeiro, en Brasil 1950, en el que España ganó a Inglaterra logrando su mejor clasificación (cuarto puesto) hasta entonces; por lo que mandó un telegrama a Franco tras la victoria en el que se leía: “Hemos vencido a la Pérfida Albión”.
Durante su mandato creó la Mutualidad Deportiva de Futbolistas y la Mutualidad de Previsión, esta última para proteger a las futbolistas que participaban en campeonatos de juveniles. Además, fue nombrado seleccionador del equipo de la Federación Internacional de Fútbol Asociación (FIFA), que se enfrentó a Inglaterra en Wembley. En Río de Janeiro, durante el Consejo de la FIFA, fue elegido miembro del Comité Ejecutivo de este organismo; convirtiéndose en el primer español que entraba en la ejecutiva del más alto organismo del fútbol mundial.
Posteriormente, intervino en el fichaje de Di Stéfano por el Real Madrid y, gracias a su influencia, logró que el Real Madrid, el F. C. Barcelona y el Atlético de Madrid se desplazaran a Águilas a disputar un torneo. A modo de homenaje, uno de los campos de fútbol que existe actualmente en Águilas tiene el nombre de "Armando Muñoz Calero".
Fue vicepresidente del Club Atlético de Madrid en la década de los setenta del siglo XX, durante una larga etapa, en la Junta de la primera presidencia de Vicente Calderón.

## Publicaciones
El profesor Muñoz Calero fue autor de numerosas publicaciones nacionales e internacionales.
- Congelaciones. 1945.
- Historia de los 80 encuentros internacionales de fútbol. Ediciones Deportivas ALG. 1950.

## Distinciones
- Profesor “honoris causa” por la Universidad de Madrid
- Grande oficial de la O. M. de Cristo de Portugal
- Decano Honorario de la Beneficencia Municipal de Madrid

## Condecoraciones
- Encomienda con Placa de la Orden Civil de Sanidad (1945)[15]
- Gran Cruz de la Orden del Mérito Civil (1946)[16]
- Gran Cruz de la Orden de Isabel la Católica (1974)[17]
- Cruz Azul de la Seguridad Social
- Cruz Roja al Mérito Militar
- Encomienda de plata de la Orden de Cisneros
- Medalla de oro de la Excelentísima Diputación Provincial de Madrid
- Medalla de oro de la Asamblea Suprema de la Cruz Roja.[18]